# Leda (Fluss)
Die Leda (selten gebrauchtes WSV-Kürzel: Ld) ist ein rechter Nebenfluss der Ems in Niedersachsen (Deutschland) und eine Bundeswasserstraße.
Von den 25 km des Flusslaufs oberhalb der Mündung sind die unteren 1,9 km Seeschifffahrtsstraße, die oberen 23 km Binnenwasserstraße. Zur Binnenschifffahrtsstraße zählen auch noch 0,56 km Sagter Ems vom Zusammentreffen mit dem Dreyschloot bis zur Einmündung des Elisabethfehnkanals. Die Seeschifffahrtsstraße zählt zur Wasserstraßenklasse Vb, die Binnenschifffahrtsstraße zur Klasse II bis zur Jümmemündung (km 15,95), der Rest ist nicht klassifiziert. Zuständig ist das Wasserstraßen- und Schifffahrtsamt Ems-Nordsee.

## Name
Die erste schriftliche Nennung (fluuium Lade) stammt aus der ersten Hälfte des 9. Jahrhunderts. Der Name leitet sich wahrscheinlich vom altsächsischen Wort lēda für 'Leitung, Wasserlauf' ab.

## Verlauf
Die Leda entspringt als Ohe nordwestlich des emsländischen Spahnharrenstätte.
Nach 24 km vereinigt sich die Ohe knapp südlich des Küstenkanals und 9 km westlich von Friesoythe mit der Marka zur Sagter Ems, der historischen Lebensader des für seine Ostfriesische Sprache bekannten Saterlandes. Zwischen Ramsloh und Strücklingen beginnt der Einfluss der Gezeiten.
Am Nordrand des Saterlandes nimmt der Fluss (47,6 km nach seiner Quelle) den aus dem östlich angrenzenden Moorgebiet kommenden Elisabethfehnkanal auf. Einen halben Kilometer weiter beginnt der Name Leda. Hier besteht eine Querverbindung zur Jümme, der Dreyschloot. Er stellt so etwas wie eine Neben-Mündung der Jümme dar, durch die bei Flut, versetzt zur Welle der Jümme, Wasser stromauf in das Barßeler Tief strömt und bei Ebbe Wasser aus dem Barßeler Tief in die Leda abfließt.
Der eigentliche Zusammenfluss der Leda mit der deutlich wasserreicheren Jümme liegt 15,2 km Leda-abwärts. Gut fünf Kilometer danach schützt das 1949 bis 1954 errichtete Ledasperrwerk Leda, Jümme und ihre Zuflüsse vor Sturmfluten.
Mehr als dreieinhalb Kilometer weiter, gut 72 km von der Quelle im Hümmling, mündet die Leda bei Unterems-Kilometer 14,23 in die Ems.
An der Mündung macht sie eine scharfe Rechtskurve. Dadurch befindet sich die Landspitze Leerort ungewöhnlicherweise zwischen den rechten Ufern von Zufluss und Hauptstrom, statt wie an anderen Mündungen zwischen dem rechten Ufer des einen und dem linken des anderen Gewässers. Auf dieser Landzunge wurde im 15. Jahrhundert eine Festung errichtet, deren Reste im Deichvorland heute kaum mehr als ein Bodendenkmal sind.
Direkt nördlich der Ledamündung lag früher die Festung Leerort, von der heute nur noch kümmerliche Reste im Deichvorland zu sehen sind. Südlich der Mündung erstreckt sich das Overledingerland (Overledingen = „Land jenseits der Leda“). Dort liegt das Örtchen Kloster Muhde („Muhde“ von altfriesisch „mutha“ = Mündung).

## Verschiedenes
Zum Hafen von Leer besteht eine Verbindung über die Seeschleuse Leer in der Größe von 192 m × 26 m. Der Hafen war früher eine Windung des Flusses, die durch einen Durchstich abgetrennt wurde. Die Leda und ihr Nebenfluss Jümme entwässern ein etwa 35.000 ha großes Niederungsgebiet in Ostfriesland. Bereits rund 15 km oberhalb der Mündung der Jümme ist die Leda (bzw. Sagter Ems) mit der Jümme (bzw. dem Barßeler Tief) über den Dreyschloot verbunden, der spätestens Anfang des 19. Jahrhunderts schon bestand, aber 1848 bis 1852 zum Kanal für die damals technisch modernen Torfschiffe ausgebaut wurde.

## Ledasperrwerk und Schöpfwerk

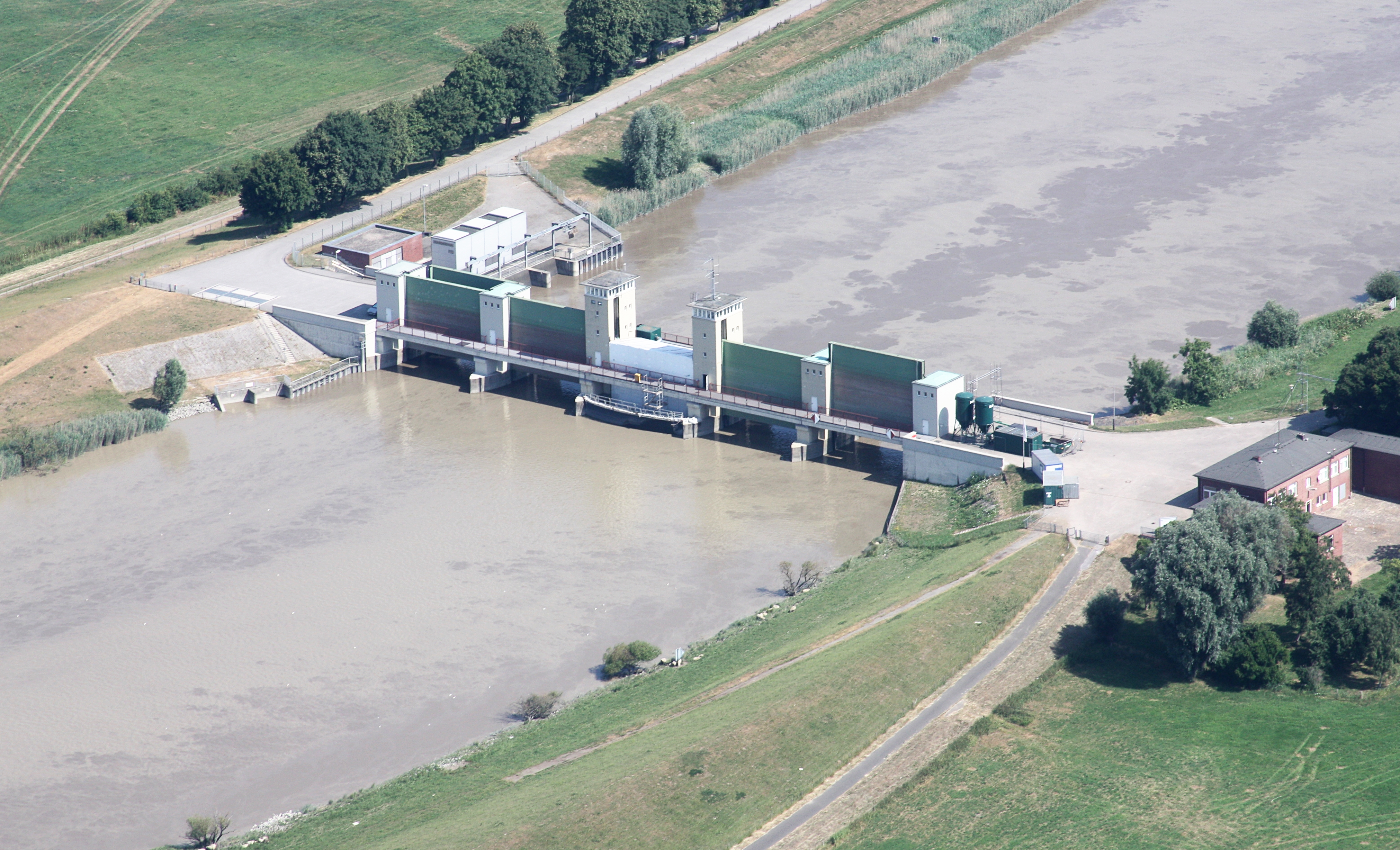
Luftbild des Ledasperrwerks

Die Leda verfügt ein Sturmflutsperrwerk, durch das die normalen Gezeitenströme nach wie vor weit flussaufwärts dringen können, und das nur bei bedrohlichen Hochwassern geschlossen wird. Das Ledasperrwerk wurde in den Jahren 1950 bis 1954 zum Schutz gegen Sturmfluten erbaut und im Juli 1954 in Betrieb genommen. Es besitzt fünf je 14 Meter breite Öffnungen, die mit 10,50 Meter hohen Hubtoren verschlossen werden können. Die mittlere Öffnung dient als Schiffsdurchfahrt. Bereits im Dezember des gleichen Jahres bewährte sich das Sperrwerk bei einer hohen Sturmflut.
In den Jahren 2000 bis 2001 wurde unmittelbar neben dem Ledasperrwerk das Leda-Schöpfwerk zur Verbesserung der Hochwasser- und Sturmflutsicherheit im Leda-Jümme Gebiet errichtet. Das im Falle von Sturmfluten geschlossene Ledasperrwerk verhindert zwar ein Vordringen des Wassers von der Seeseite her in das Leda-Jümme-Gebiet, gleichzeitig staut es jedoch den Abfluss aus dem Binnenland. Mit Hilfe des neuen Schöpfwerkes ist es möglich, täglich bis zu 3,5 Millionen Kubikmeter Ledawasser in die Ems zu pumpen und zu verhindern, dass selbst bei längeren Schließzeiten des Sperrwerkes eine Überflutung des Leda-Jümme-Gebiets durch aufgestautes Binnenwasser eintritt.
Eine weitere Funktion soll das Schöpfwerk im Zusammenhang mit Schiffsüberführungen von der Meyer Werft in Papenburg zur Emsmündung erfüllen: Bei geschlossenem Emssperrwerk bei Gandersum können je nach Bedarf bis zu 5,7 Millionen Kubikmeter eingestautes Tidewasser aus dem Leda-Jümme-Gebiet zusätzlich in die Ems gepumpt werden, um das benötigte Stauziel in der Ems von 1,75 Metern bis 2,5 Metern über Normalnull möglichst schnell zu erreichen. Ziel ist es, die Eingriffe in die natürlichen Abläufe zu minimieren.